# Нова фигурација

нова фигурација (неофигурација), широк појам за општу појаву фигуративног сликарства после Другог светског рата, у раздобљу апсолутне доминације апстракције — посебно америчког апстрактног експресионизма — у  Европи и Сједињеним Државама. Такође се среће под именом „експресионистичка фигурација”. Истакнута изложба дела уметника који су сматрани представницима нове фигурације је одржана у Музеју модерне уметности у Њујорку 1959. године под именом Нове слике човека (New Images of Man). Главнe темe твораца нове фигурације су лична искуства и емоције, драма, егзистенција. Главне карактеристике ове уметности су: симболизам, субјективност, употреба деформације, страх и песимизам. Каже се да је појам „нова фигурација” (Nouvelle Figuration) први пут употребио француски критичар Мишел Рагон 1961. године. У континенталној Европи се користио за означавање појаве послератне „експресионистичке” фигурације у Шпанији, Француској, и Великој Британији, која је укључивала и неке појаве информализма, док је у Сједињеним Државама дуго времена био сасвим нејасан појам који се повезује са послератном појавом фигурације у Латинској Америци, посебно Аргентини, Мексику и Венецуели (Nueva Figuración и Otra Figuración). 

## Главни представници
- Франсис Бекон
- Жан Дибифе
- Алберто Ђакомети
- Антонио Саура